# 36 (numero)
Trentasei (cf. latino triginta sex, greco ἕξ καὶ τριάκοντα) è il numero naturale che segue 35 e precede 37.

## Proprietà matematiche
- È un numero pari.
- È un numero composto dai seguenti 9 divisori: 1, 2, 3, 4, 6, 9, 12, 18, 36. Poiché la somma dei divisori (escluso il numero stesso) è 55 > 36, è un numero abbondante.
- È un numero altamente composto.
- È un numero semiperfetto in quanto pari alla somma di alcuni (o tutti) i suoi divisori.
- È il quadrato di 6.
- È un numero triangolare ed è il più piccolo numero naturale diverso da 1 ad essere contemporaneamente triangolare e un quadrato perfetto.
- È il più piccolo numero che è sia quadrato perfetto che triangolare (vedi le due proprietà precedenti).
- È la somma di due numeri triangolari: 15 + 21 = 36.
- Inoltre è un numero triangolare che è la somma di due o più numeri triangolari. Condivide questa caratteristica con il numero 10.
- È un numero di Ulam.
- È un numero di Harshad nel sistema numerico decimale.
- È un numero potente, ovvero il prodotto di un quadrato per un cubo: 6² × 1³ = 36.
- In base 10, è divisibile per il prodotto delle sue cifre.
- È un numero di Friedman in numeri romani in due modi differenti, XXXVI = VIXX/X = IX × (XX/V).
- È un numero rifattorizzabile, essendo divisibile per il numero dei suoi divisori.
- È la sommatoria di 1 + 2 + 3 + 4 + 5 + 6 + 7 + 8 = 36.
- È parte delle terne pitagoriche (15, 36, 39), (27, 36, 45), (36, 48, 60), (36, 77, 85), (36, 105, 111), (36, 160, 164), (36, 323, 325).
- È un numero palindromo nel sistema di numerazione posizionale a base 5 (121) e un numero a cifra ripetuta nel sistema posizionale a base 8 (44) e a base 11 (33).
- È un numero pratico.

## Astronomia
- 36P/Whipple è una cometa periodica del sistema solare.
- 36 Atalante è un asteroide della fascia principale del sistema solare.
- NGC 36 è una galassia spirale della costellazione dei Pesci.

## Astronautica
- Cosmos 36 è un satellite artificiale russo.

## Chimica
- È il numero atomico del Kripton (Kr).

## Simbologia
Il numero 36 è legato simbolicamente alla manifestazione della Trinità nel mondo reale delle forme, infatti esso risulta essere ottenuto dalla seguente formula: 13+ 23+ 33 = 36.

### Smorfia
- Nella smorfia il numero 36 sono le nacchere.

## Musica
- È il numero di tasti neri di un pianoforte.
- È il titolo di un brano dei System of a Down.